# Belo Polje (Brus)
Pour les articles homonymes, voir Belo Polje.
Belo Polje (en serbe cyrillique : Бело Поље) est un village de Serbie situé dans la municipalité de Brus, district de Rasina. Au recensement de 2011, il comptait 32 habitants.

## Démographie
| 1948 | 1953 | 1961 | 1971 | 1981 | 1991 | 2002 | 2011 |
| ---- | ---- | ---- | ---- | ---- | ---- | ---- | ---- |
| 232  | 246  | 241  | 198  | 120  | 83   | 50   | 32   |

|  |